# HTML5test
HTML5test é uma aplicação Web criada em JavaScript para avaliar a qualidade com que um navegador implementa os padrões HTML5, Web SQL Database (mantido pelo W3C) e WebGL (desenvolvido pela Fundação Mozilla e pelo Grupo Khronos).
O site é desenvolvido pelo programador alemão Niels Leenher e foi publicado pela primeira vez em 12 de março de 2010. Para avaliar um navegador Web, o utilizador deve visitar a página do sítio em html5test.com. A aplicação devolve uma pontuação inteira de 0 a 555 pontos. O valor máximo foi alterado várias vezes ao longo do tempo. O sistema atual foi introduzido por Leenher em novembro de 2013 como parte de uma reformulação do sistema do sítio.

## Funcionamento
HTML5test avalia vários pontos da norma HTML5, tais como:
- Web storage
- W3C Geolocation APIs
- Novos elementos HTML5
  - Canvas
  - Tags semânticas (header, footer, aside, nav, section, article, article, main)
  - Elementos de formulário (data, dia, semana, e-mail, telefone, etc.)
- Suporte de vídeo e áudio
- Suporte para gráficos 3D
- Acesso ao hardware
- Outros elementos

Embora não avalie outros aspectos da especificação, tais como CSS3, ECMAScript, SVG, ou Document Object Model. Para superar essa deficiência, recomenda-se complementar o HTML5test com outros sistemas, como o Acid3, criado por Ian Hickson em 2008. Da mesma forma, o Acid3 não avalia a implementação do HTML5. Os dois testes acima (HTML5test e Acid3) são mutuamente exclusivos.